# حاجی‌فتاح‌بگ
حاجی‌فتاح‌بگ یا امین فتاح‌بگ روستایی در دهستان فتح‌آباد بخش مرکزی شهرستان قصرشیرین استان کرمانشاه ایران است.

## جمعیت
بر پایه سرشماری عمومی نفوس و مسکن در سال ۱۳۹۵ جمعیت این مکان ۱۲۴ نفر (۴۲خانوار) بوده‌است.